# 尤里夫
50°24′45″N 29°43′27″E / 50.41250°N 29.72417°E
尤里夫（烏克蘭語：Юрів）是位於烏克蘭北部的村莊，由基辅州布恰区的馬卡里夫市鎮負責管轄。該村始建於1793年，面積0.39平方公里，海拔高度156米，2001年人口356，人口密度每平方公里919.9人。